# Samuel Bagge (1774–1814)
Samuel Bagge, född 1774, död 1814, var en svensk väg- och vattenbyggnadsingenjör, son till handelsmannen Peter Bagge. Han adlades 1814, men hann aldrig ta introduktion på riddarhuset.
Samuel Bagge utförde under åren 1806-09 åtskilliga arbeten i Norge och blev Herman Wedel-Jarlsbergs förtrogne. Han var under 1809 års revolution den mest använda mellanhanden mellan å ena sidan Kristian August av Augustenborg och Wedel-Jarlsberg samt Georg Adlersparre och Balzar von Platen å den andra.
Bagge omkom under en orkan på Vättern 1814.
Samuel Bagge är eponym till Samuel Bagges väg i Lerum, Västergötland.